# Plattsmouth
Plattsmouth est une ville, siège du comté de Cass, située dans l'État du Nebraska, aux États-Unis. Sa population s’élevait à 6 544 habitants lors du recensement de 2020.

## Géographie
Plattsmouth est située au sud-est du Nebraska, près de la frontière avec l'Iowa, au sud du confluent de la Platte avec le Missouri, qui est à l'origine de son nom.

## Histoire
Le 21 juillet 1804, l'expédition Lewis et Clark traverse l'embouchure de la Platte.
En 1854, un poste de traite est établi sous le nom de The Barracks par Sam Martin, propriétaire du ferry de Platteville dans le comté voisin de Mills, en Iowa, le passeur Wheatley Mickelwait et le colonel Joseph Longworthy Sharp, avocat et homme politique de Glenwood.
La municipalité est créée le 14 mars 1855 et le premier maire et ses conseillers sont élus l'année suivante.

## Politique et administration
La ville est administrée par un conseil de neuf membres dont le maire, élus pour quatre ans.

## Personnalité liée à la ville
- Alice Dovey, actrice américaine.